# Pannonische Forschungsstelle / International Center for Wind Music Research
Die Blasmusikforschung steht in der Pannonischen Forschungsstelle, die 1990 am Institut 12 Oberschützen der Kunstuniversität Graz eingerichtet wurde, im Mittelpunkt. 2013 wurde sie zum International Center for Wind Music Research (Internationales Zentrum für Blasmusikforschung) erweitert, womit eine in Europa einzigartige Institution geschaffen wurde. Die Schwerpunkte liegen sowohl im Sammeln historischen Materials und aufgelassenen Notenarchiven von Musikvereinen als auch in der Erweiterung der Fachliteratur- und Notenbestände um die neuesten Publikationen. Insbesondere die zum Teil erst ansatzweise erschlossenen Sammlungen bieten reichlich Möglichkeit zu weiterführenden Forschungen. Die Zweigstellenbibliothek enthält mehr als 30.000 Exemplare darunter Notenmaterial ab etwa der Mitte des 19. Jahrhunderts, Direktionsstimmen, Partituren, Salonorchesterausgaben, Harmoniemusik, Fachliteratur und Blasmusikzeitschriften.

## Geschichte

### Anfang der Blasmusikforschung

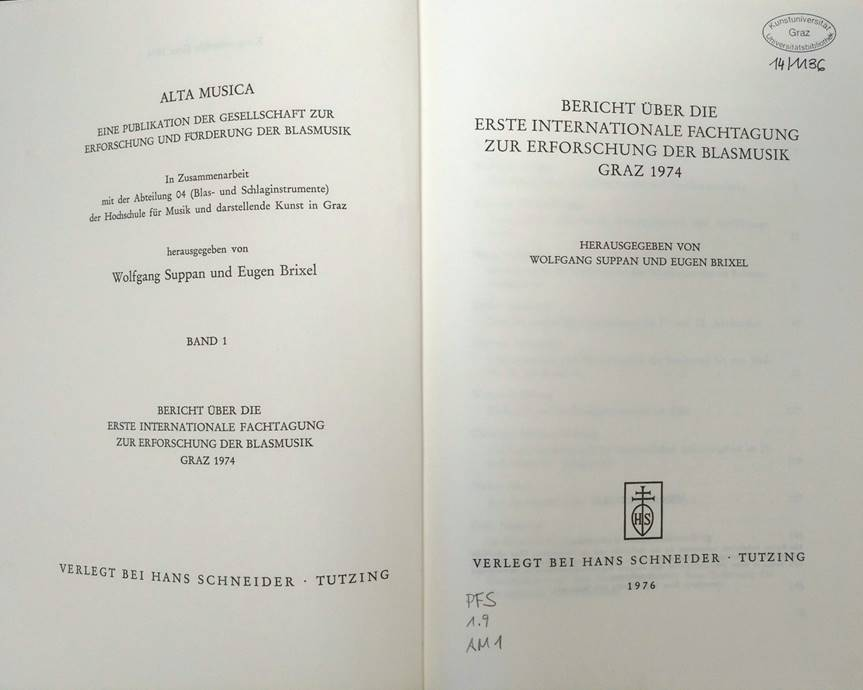
Erste Ausgabe der Alta Musica, 1976, Seite II–III

Das Motto von Anfang an war „Die Blasmusik wird erforscht und rehabilitiert“. Als markante Punkte auf dem Weg der Blasmusikforschung sind zunächst 1966 die Kommission zur Erforschung des Blasmusikwesens in Sindelfingen und 1974 die Gründung der Internationale Gesellschaft zur Erforschung und Förderung der Blasmusik (IGEB) in Graz zu nennen. Musikwissenschaftliche Kongresse von 1975 und 1988 gaben den Anstoß, dass die Pannonische Forschungsstelle (PFS) am 1. Juni 1990 unter der Leitung von Wolfgang Suppan eingerichtet wurde.
Damals war die Idee eine Zusammenarbeit mit der Ungarischen Akademie der Wissenschaften und dem Institut für Musikethnologie 13 Graz, um die Musikkultur des Pannonischen Raumes zu erforschen. Als erstes Projekt wurde das Thema „Blasinstrumente und Bläsermusik im Pannonischen Raum seit dem 16. Jahrhundert“ eingerichtet. Das Zentrum wurde nach den Projektjahren bei der Förderung der wissenschaftlichen Forschung (FWF) ab Juli 1993 dem Institut 13 für Musikethnologie zugeteilt und seit 2002 dem Institut 12 Oberschützen angegliedert. Die Ernennung von Bernhard Habla zum Präsidenten der Internationalen Gesellschaft zur Erforschung und Förderung der Blasmusik (IGEB) im Jahr 2000 hat eine engere Zusammenarbeit zwischen dieser Gesellschaft und der Kunstuniversität Graz geschafften. Dies ermöglichte eine erweiterte Rolle der Pannonischen Forschungsstelle im Bereich der internationalen Erforschung des Blasmusikwesens.

### International Center for Wind Music Research

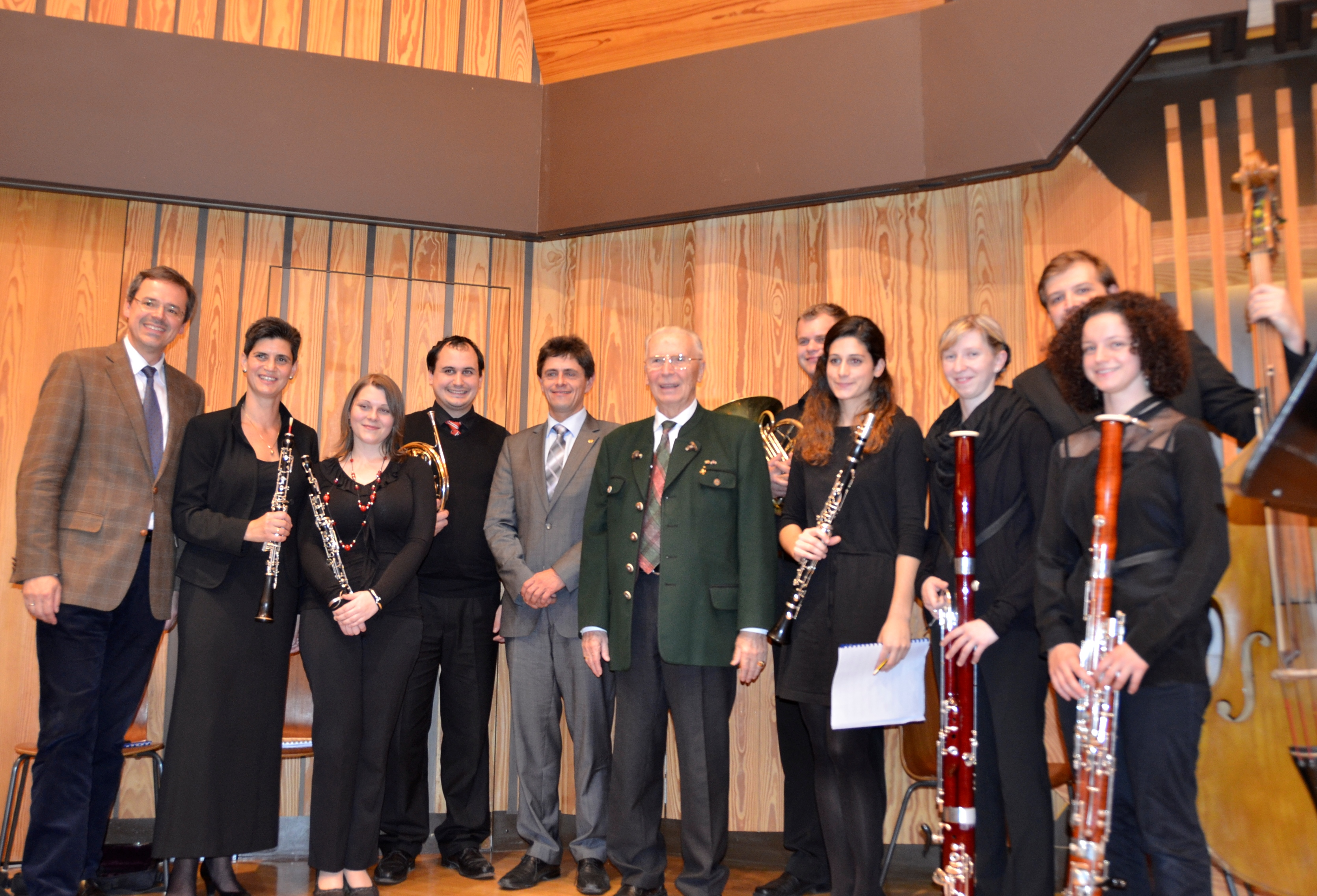
Eröffnung des International Center for Wind Music Research, Institut Oberschützen (Austria), 2013

Im Februar 2013 wurde die PFS in den neu renovierten und ausgestatteten Räumlichkeiten am Institut 12 Oberschützen eingerichtet und dazu durch ein Sonderprojekt des Rektorats der Kunstuniversität Graz zum International Center for Wind Music Research (Internationales Zentrum für Blasmusikforschung) erweitert. Die Räumlichkeiten der Bücherei Oberschützen wurden in der Folge einem kompletten Umbau unterzogen. Arbeitsplätze für Personal, Studierenden und Besucher wurden eingerichtet und ein eigener Server aufgestellt. Nun werden die Bestände der PFS im Bibliothekskatalog der KUG aufgenommen, so dass via Internet die Bestände auch von außerhalb der KUG eruiert werden können.
Mit einem Festakt wurde am 11. Oktober 2013 das neu errichtete International Center for Wind Music Research (Oberschützen) eröffnet. Es wurde Wolfgang Suppan zum 80. Geburtstag gratuliert und war zugleich eine Hommage für seine Pionierleistungen im Bereich der Blasmusikforschung. Damien Sagrillo von der Université du Luxembourg sprach in seinem Festvortrag über „Blasmusikforschung – Rückblick – Ausblick“ ausführlich über die Tätigkeiten Wolfgang Suppans und betonte u. a. die regionale Musikforschung, die für das Gesamtbild der Musikgeschichte sehr wichtig sei. Weitere Höhepunkte waren Ansprachen über die Stellung und die Bedeutung der PFS. Auch für die musikalische Umrahmung des feierlichen Anlasses sorgten die Studierenden von Barbara Ritter, die Stücke von Luigi Cherubini und Joseph Haydn für Harmoniemusik aufführten.

### Bestände und Aufgaben

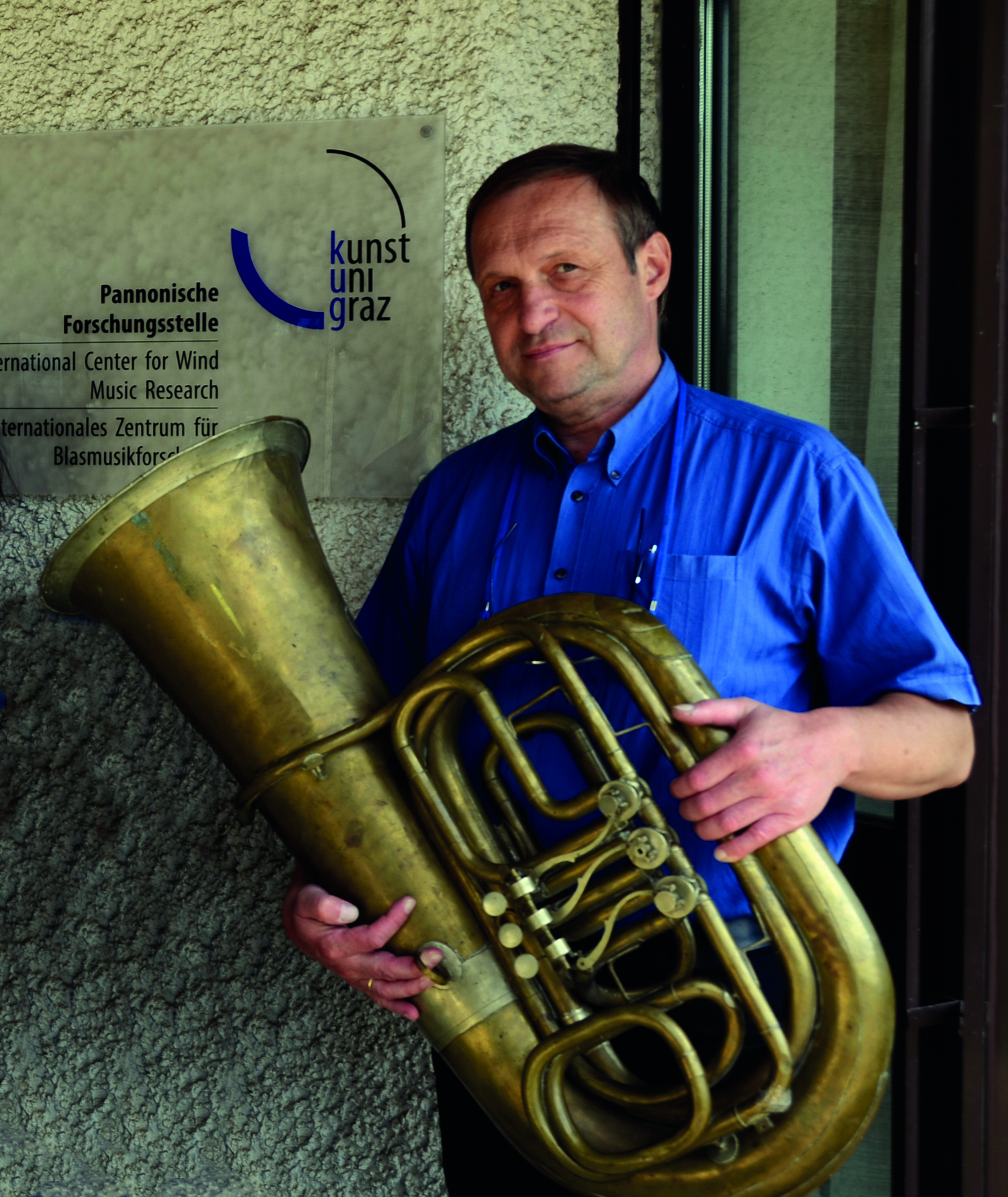
Bernhard Habla (1957–2016)

Die Materialien der Zweigstellenbibliothek, welche der neue Leiter Bernhard Habla seit 2000 zusammengetragen hat, haben eine unglaublich umfangreiche, aber nur schätzbare Größe ausgemacht. Eine Hauptaufgabe der Pannonischen Forschungsstelle ist das Sammeln aller relevanten Quellen zur Erforschung der Blasmusik. Sie enthält mehr heute als 30.000 Exemplare, darunter Blasmusikzeitschriften, Fachbücher, Dissertationen, Verlagsverzeichnisse, Tonträger oder Notenmaterial ab etwa der Mitte des 19. Jahrhunderts (Direktionsstimmen, Partituren, Stimmsätze etc.). Weiters beherbergt die Bibliothek eine fast ebenso umfangreiche Sammlung von Salonorchesterliteratur, die ja historisch gesehen sehr eng mit den Werken für Blasorchester zusammenhängt. Die Forschungsstelle archiviert aber noch tausende Literaturquellen, die noch nicht aufgenommen und noch nicht der Öffentlichkeit zugänglich gemacht wurden. Neben diesen vorwiegend Archivarbeiten brachte die Forschungsstelle auch Vorlesungen nach Oberschützen, die das Studienangebot für Studienrende der Kunstuniversität Graz erweiterten. Die PFS initiiert aber auch die Aufführung von historischem Notenmaterial. Bei diesen Projekten wirken musikwissenschaftliche Arbeit direkt mit der praktischen Aufführung und seinen musikalischen und szenischen Fragestellungen zusammen. Seit der Gründung des Pannonischen Blasorchesters (PBO) wurde dieses repertoiremäßig von der PFS beraten und über 25 Jahre auch organisiert. Seit 1991 wurden 17 CDs aufgenommen, darunter von 2007 bis 2011 die sechsteilige CD-Serie PBO „Europa Sinfonie“ mit 13 original für Blasorchester komponierten Sinfonien europäischer Komponisten aus den letzten zwei Jahrhunderten.

### Zentrum zur Erforschung und Förderung der Blasmusik

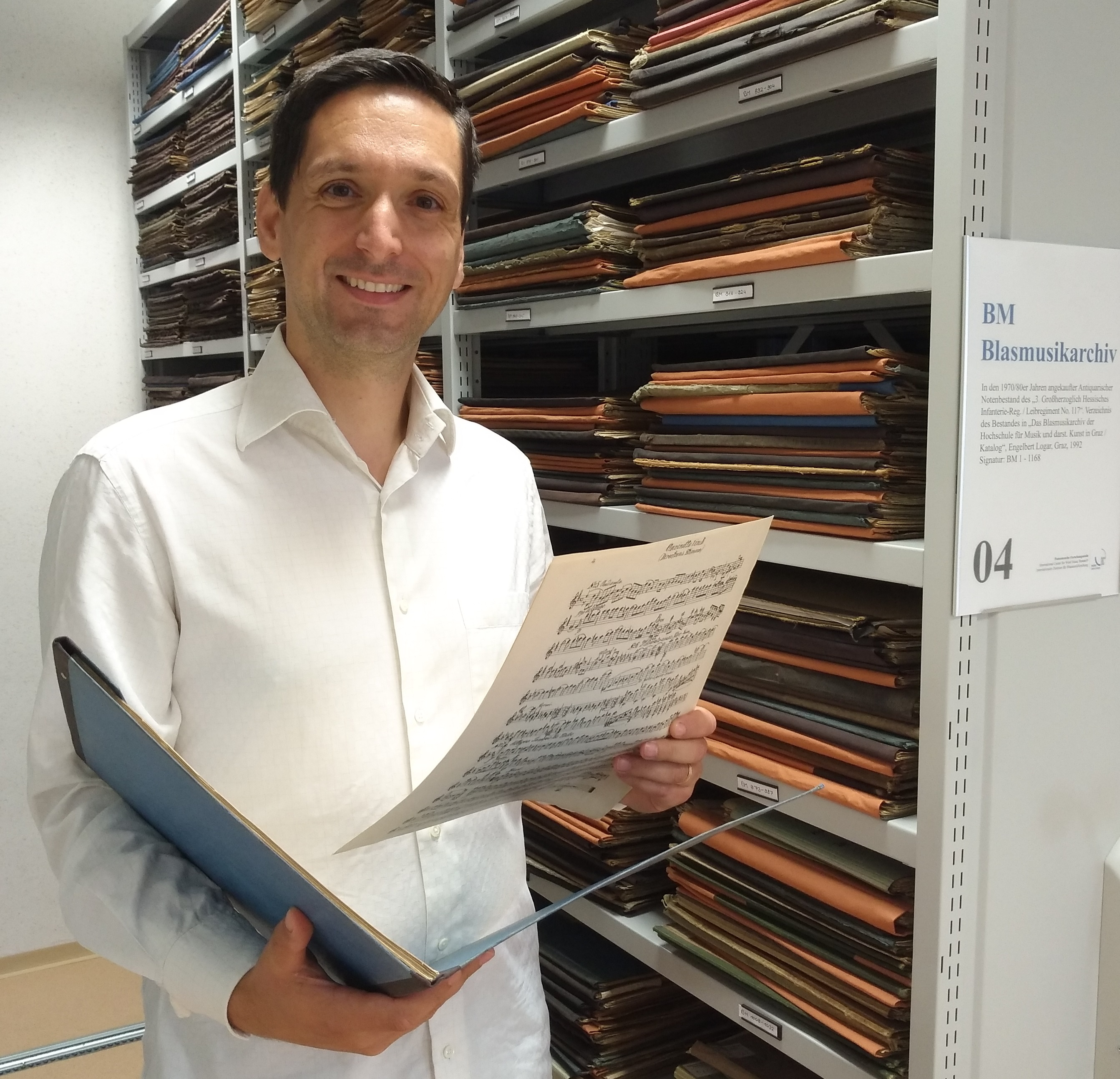
David Gasche, 2017

Im September 2017 hat David Gasche die Leitung der Pannonischen Forschungsstelle am Institut 12 Oberschützen übernommen. Die Arbeitsschwerpunkte, die 1966 in Sindelfingen mit der Kommission zur Erforschung des Blasmusikwesens beschlossen wurden, sind grundsätzlich geblieben. Es handelt sich um das gedruckte Notenangebot für Blasmusik, die bibliographische Erfassung von über 30.000 Notenausgaben sowie deren Auswertung, die Sammlung und Veröffentlichung von Quellen und Literatur, Forschungstätigkeit, Lehrtätigkeit und Betreuung von wissenschaftlichen Arbeiten.
Jedes Jahr kommen Forscher, Musikwissenschaftler, Studierende, Dirigenten und Musiker, um die Sammlungen einzusehen und Projekte durchzuführen. Zusammen mit der IGEB bildet das Forschungszentrum ein Netzwerk und steht damit im Austausch mit Blasmusikforschern der ganzen Welt. Das International Center for Wind Music Research widmet sich daher als Pionier der zunehmenden deutschen Blasmusikforschung, damit die Erforschung und Förderung der Blasmusik aller Art gewährleistet wird.

## Archiv und Bibliothek

### Schwerpunkte

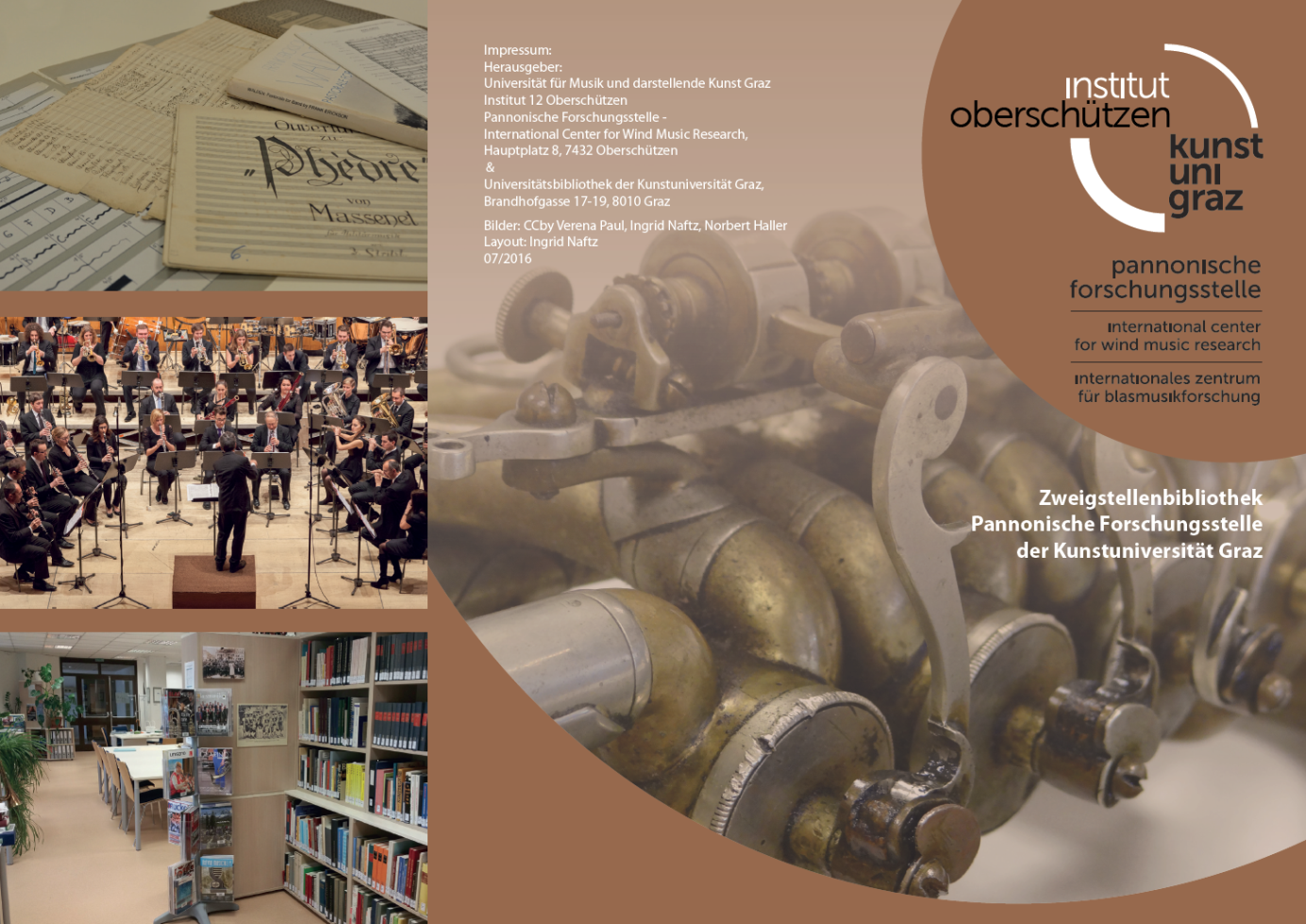
Folder der PFS

Der umfangreichste Teil des Bestandes ist die Notensammlung. Sie besteht einerseits aus einigen verschiedenen abgeschlossenen Sammlungen mit historischem Notenmaterial, meist Stimmenmaterial, und andererseits aus einer gewachsenen und noch zu erweiternden Sammlung, dem sogenannten „Hauptarchiv“, das ursprünglich in erster Linie aus Direktionsstimmen und Partituren bestand, und mittlerweile durch eine feine Unterteilung in Aufführungsmaterial für verschiedene Orchester- und Ensemblegrößen, pädagogisches Notenmaterial und eine Rara-Sammlung erweitert wurde. Dieses Hauptarchiv (HA) umfasst momentan rund 15.000 Stücktitel von ca. 4000 Komponisten. Ab 2013 wurde beschlossen, von den geschlossenen Sammlungen einige exemplarisch genau zu erschließen. So wurden einige Sammlungen mit historischem, handschriftlichem Material und eine mit gedruckten Noten des 20. Jahrhunderts aufgenommen.
Seit 2013 ist der Bestand im Gesamten auch nochmals um ca. 10–15 % durch Neuerwerbungen und Schenkungen gewachsen (bei den Büchern sogar ein Zuwachs von etwa 20 %). Eine große Sammlung für Salonorchester aus dem Wiener Raum der ersten Hälfte des 20. Jahrhunderts kam als Schenkung hinzu, womit nun der Bestand an Salonorchester knapp 40 % einnimmt. Es sind zum jetzigen Zeitpunkt (09/2020) circa 55 % des gesamten Medienbestandes im Bibliothekskatalog erschlossen und somit der Öffentlichkeit zugänglich gemacht worden. Die Forschungsstelle archiviert aber noch tausende Literaturquellen, die noch nicht aufgenommen wurden. Diese zum Teil erst ansatzweise erschlossenen Sammlungen bieten reichlich Möglichkeit zu weiterführenden Forschungen.
Die Leitung der Zweigstellenbibliothek übernahm 2017 Verena Paul, die auch eine aktive Musikerin und eine Spezialistin für Blasmusik ist.
Die Bibliothek umfasst derzeit die meisten deutschsprachigen Blasmusik-Zeitschriften und stellt zahlreiche Bücher zur Blasmusik weltweit zur Benutzung bereit. Nach der Formalerschließung ergab sich eine Summe von ca. 160 verschiedenen Blasmusikfachzeitschriften mit rund 1000 Jahrgängen.

### Sammlungen

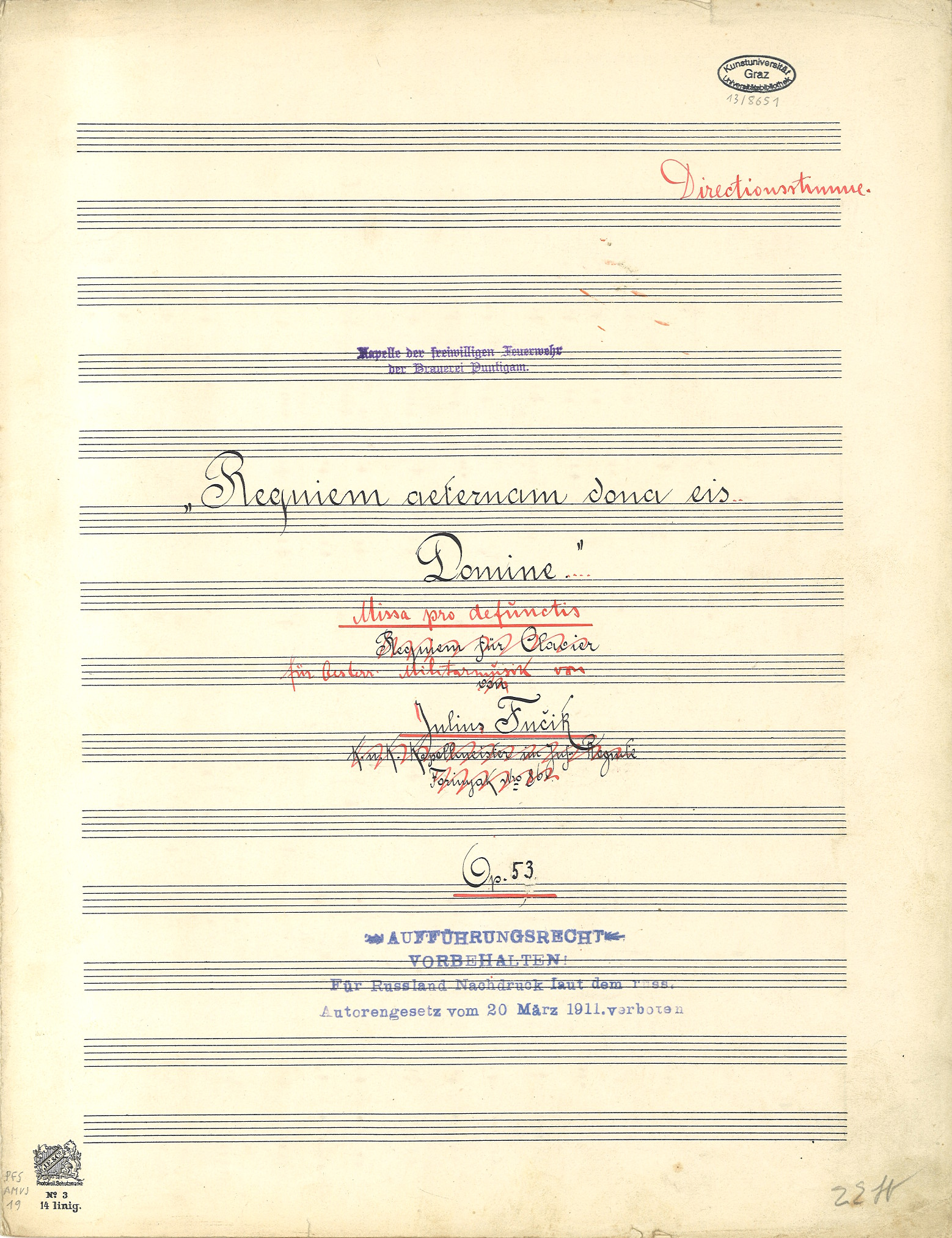
Julius Fučik „Requiem aeternam dona eis Domine“, Autographe (Direktionsstimme), Sarajevo, 1899 (Titelblatt)

- Arbeitermusikverein Judenburg:[19] Es handelt sich hierbei um einen Notenbestand, den der Arbeitermusikverein Judenburg nach 1945 u. a. von der „Kapelle der freiwilligen Feuerwehr der Brauerei Puntigam“ übernommen hatte. Zeit: 1892–1956, einzelnes später.
- BBV-Archiv ist eine Notensammlung des Burgenländischen Blasmusikverbandes: Aufführungsmaterial, Direktionsstimmen, Spielmusik für Kleingruppen, Schulen. Liste der enthaltenen Werke: Notenbestand BBV
- BM – Blasmusikarchiv[20] ist ein in den 1970/80er Jahren angekaufter antiquarischer Notenbestand des „3. Großherzoglich Hessisches Infanterie-Reg. / Leibregiment No. 117“. Dieser Bestand stammt zu 90 % aus Deutschland, zu einem großen Teil aus dem Raum Stuttgart und umfasst mehr als 2050 Werke aus der Zeit um 1860–1918.
- BMB – Blasmusik Brixel[21] ist das ehemalige Privatarchiv von Eugen Brixel († 2000). Es beinhaltet in erster Linie Notenmaterial für Salonorchester und kleinere Besetzung aus der ersten Hälfte des 20. Jahrhunderts.
- Eisenbahner Graz: Dieses Konvolut umfasst das historische Material des Musikarchives des heutigen „Eisenbahn Musikverein der Europastadt Graz“, von den Anfängen in der ersten Hälfte des 20. Jahrhunderts. Es beinhaltet Noten (teilweise handgeschrieben) für Blasorchester, Militärorchester und auch Salonorchester.
- Eisenbahner Musikverein Leoben: Dieses Konvolut umfasst das historische Material des Musikvereins (Stimmbücher, Fotos und Chroniken) von ca. 1950 bis 2023.
- HA – Hauptarchiv: Die zentrale Sammlung der Pannonischen Forschungsstelle (PFS) ist das „Hauptarchiv“, welches ab 1990 angelegt wurde. Es umfasst momentan ca. 15.000 Werke – Direktionenstimmen, Partituren und Solowerke, Probepartituren diverser Blasmusikverlage – von knapp 4000 Komponisten und wird laufend erweitert.
- Salonorchester Habla ist eine Sammlung von Salonorchesternoten mit Saxophonbesetzung aus der Zeit ab 1950.
- Sammlung Camus[22] wurde der PFS von Raoul Camus, New York, welcher im Sommersemester 1995 in Oberschützen eine Gastprofessur innehatte, überlassen. Sie beinhaltet Partituren, Studienpartituren, Direktionsstimmen und Aufführungsmaterial, im Gesamten über 1000 Stk., von amerikanischen Verlagen ab den 1930er Jahren aufwärts.
- Sammlung Pieters wurde von dem belgischen Musikwissenschaftler Francis Pieters im Jahr 2022 bei der PFS hinterlegt. Es handelt sich um eine umfangreiche Sammlung von Artikeln und CDs. Die Artikel sind noch nicht katalogisiert, stehen aber im PDF-Format zur Verfügung.
- Sammlung Harmoniemusik – Eric Baude enthält ca. 20 Schallplatten, 80 CDs und 160 Stücke (Druckausgaben) aus den Jahren 1680 – 1830.
- Sammlung Hitzendorf:[23] Bis in die 90er Jahre befand sich das Notenmaterial in Steinberg in der Nähe der Gemeinde Hitzendorf (Stmk.). Dieser Bestand, aus den Jahren 1880 – 1946, wurde durch den Postbeamten und Kapellmeister Rupert Walter in seine jetzige Form gebracht. 194 Bände enthalten Kompositionen für Blasorchester (HBM), für Salonorchester und großes Orchester (HSO) sind es 299 Bände. Ein großer Teil der Noten (es handelt sich durchgehend um Stimmenmaterial) ist handschriftlich.
- Sammlung Mureck: Viel handschriftliches Material (Stimmen + Direktion und/oder Partitur), in erster Linie aus dem Besitz „Alp. Jäg. Bat. Steiermark 10 Regimentsmusik“. Vieles in Graz, Laibach und Klagenfurt arrangiert. Zeit: zwischen 1867 – ca. 1913.
- Sammlung Mürzzuschlag: Gedrucktes Salonorchestermaterial, einiges mit Saxophon. Zeitliche Einordnung: Ende 19. / Anfang 20. Jahrhundert.
- Sammlung Neustift ist ein Bestand, der gleich durch mehrere Hände ging: ursprünglich stammte dieser Bestand von Kapellmeister Anton Fridrich (1849 – 1924), dann wurde er von Josef Hexmann (1890 – 1981) übernommen und zuletzt war er im Besitz von Josef Zangl (geb. 1917), wohnhaft in Neustift an der Lafnitz. Inhalt: Partituren, Blasmusik, Schrammel und Salonorchester.
- Sammlung Oberwart – Ferdinand Rauscher: Salonorchester benutzt im Raum Wien. Druckausgaben des 20. Jahrhunderts.
- Sammlung Schönfeldinger ist der aufgelassene Notenbestand der legendären Kapelle Schönfeldinger in Bernstein und wurde in den 1990er Jahren von Familie Schönfeldinger an die Pannonische Forschungsstelle übergeben. Einerseits enthält sie Klavierausgaben von Schlagernoten und andererseits Stimmausgaben für Tanzorchester oder Salonorchester, alles aus den 1960er und -70er Jahren. Ein Teil der Noten ist auch in den Handschriften des Burgenländischen Volksliedwerks enthalten.[24]
- Suppan-Noten: Noten für Blasmusik, Stimmbücher etc. Anfang des 19. Jahrhunderts bis ca. 1945.

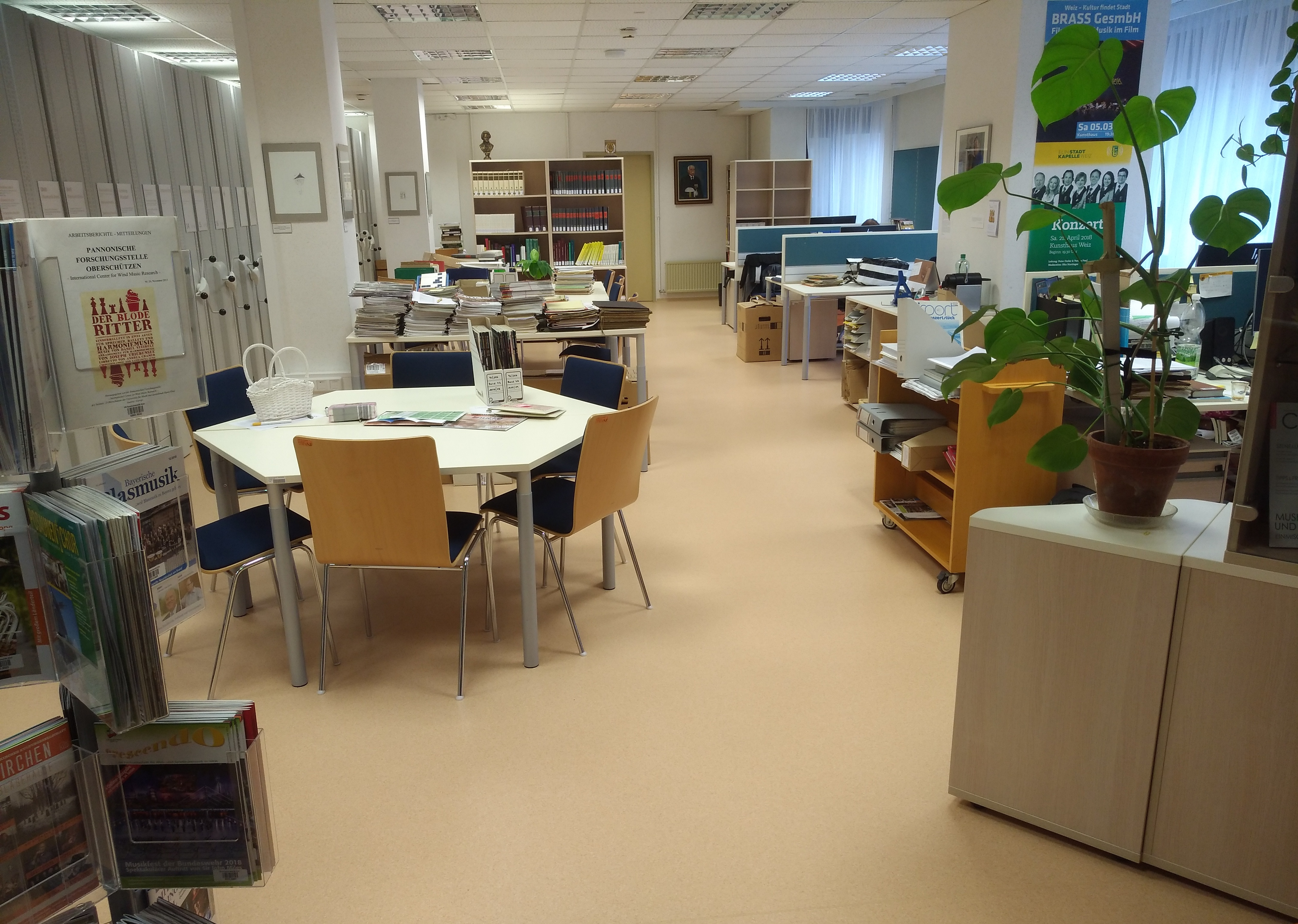
Eingang der Pannonischen Forschungsstelle, 2019

### Pannonische Forschungsstelle in Zahlen

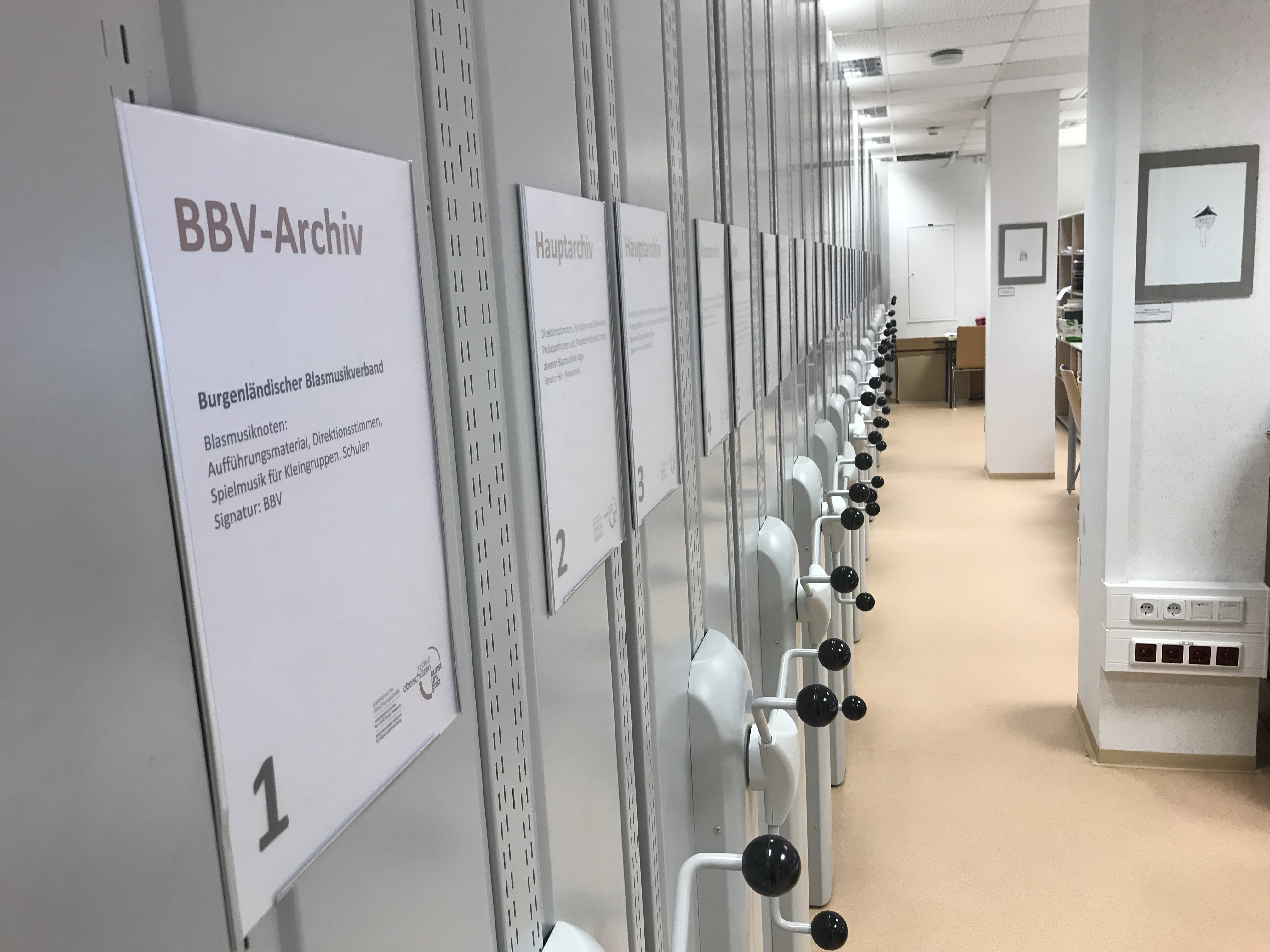
Archiv der PFS mit 548 Regal-Laufmetern

Raum von 130 Quadratmeter, 548 Regal-Laufmetern und Regale für Literatur. Der Bestand umfasst:
- Handschriften ab etwa 1850
- Druckausgaben ab 1834
- Mehr als 45.000 Direktionsstimmen, Partituren, Stimmsätze
- Historische Bestände von österreichischen Blasorchestern
- Über 1000 gedruckte Blasmusikwerke aus den USA
- Salonorchesterausgaben
- Umfangreiche Sammlung an internationaler Zeit- und Festschriften von Blasmusikverbänden
- Fachliteratur zum Blasmusikwesen
- Über 500 CDs und 150 Schallplatten

Die Medien dieser Spezialbibliothek setzen sich folgendermaßen zusammen:
- Notenmaterial für Blasmusik: 43 %
- Musik für Salonorchester: 36 %
- Bücher und Zeitschriften: 14 %
- Bücher (ca. 900), Dissertationen und Hochschularbeiten (ca. 200): 7 %

## Publikationen und Projekte

### Publikationen

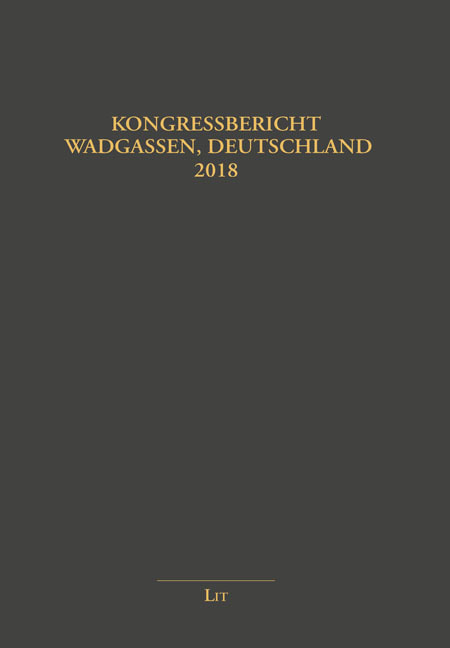
Alta Musica, Band 35, 2020

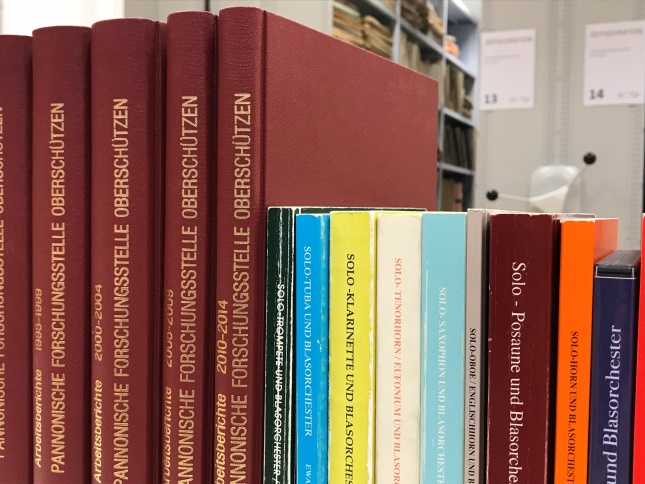
Publikationen der PFS

Alta Musica: Eine Publikation der Internationalen Gesellschaft zur Erforschung und Förderung der Blasmusik seit 1976 in Zusammenarbeit mit der Kunstuniversität Graz und der Pannonischen Forschungsstelle
IGEB Reprints und Manuskripte: Ältere drucke, Abhandlungen, Berichte, Notenausgaben etc. zu allen Themenbereichen der Blasmusik werden wieder seit 2002 einem breiteren Benutzerkreis auf einfachem Weg zugänglich gemacht.
- Band 1: Historische Märsche und sonstige Compositionen für das kaiserliche und königliche Heer, ed. Emil Kaiser, Wien 1895.
- Band 2: Andreas Nemetz, Allgemeine Musikschule für Militärmusik, Wien [1844].
- Band 3: Jacob Adam Kappey, Military Music. A History of Wind-Instrumental Bands, London [1894].
- Band 4: Samuel Charles Griffiths, The Military Band. How to Form, Train, and Arrange for Reed and Brass Bands. London [1892].
- Band 5: Die »Königlich Preußische Armeemarschsammlung« 1817–1839. Entstehung – Umfeld – Beschreibung, Wien 2007.
- Band 6: Andreas Nemetz, Allgemeine Trompeten-Schule. Wien [1827].
- Band 7: August Kalkbrenner: Wilhelm Wieprecht. Sein Leben und Wirken, Berlin 1882.

IGEB Biographien
- Francis Pieters, Désiré Dondeyne. Pionnier de la Musique pour Orchestre d'Harmonie en France au XXème Siècle, Wien 2008.
- Gloria A. Rodríguez-Lorenzo, The Clarinet in Spain: Miguel Yuste Moreno (1870–1947), Zürich 2019.

Werke für Soloinstrumente und Blasorchester
- Band 1: Solo-Trompete und Blasorchester
- Band 2: Solo-Tuba und Blasorchester
- Band 3: Solo-Klarinette und Blasorchester
- Band 4: Solo-Tenorhorn und Euphonium und Blasorchester
- Band 5: Solo-Saxophon und Blasorchester
- Band 6: Solo-Oboe und Blasorchester
- Band 7: Solo-Posaune und Blasorchester
- Band 8: Solo-Horn und Blasorchester
- Band 9: Solo-Flügelhorn / Kornett und Blasorchester und Blasorchester
- Band 10: Singstimme, Chor oder Sprecher und Blasorchester
- Band 11: Solo-Fagott und Blasorchester
- Band 12: Gemischte Sologruppen und Blasorchester
- Band 13: Solo-Tasten-, -Streich-, -Zupfinstrumente und Blasorchester
- Band 14: Solo-Flöte und Blasorchester
- Band 15: Solo-Schlagzeug / Schlaginstrumente und Blasorchester

Musica Pannonica
- Band 1 (1991): Johann Joseph Fux im Wandel der Zeit
- Band 2 (1993): Verzeichnis der Noten für Harmonie-Musik und Blasorchester in der Festetics-Sammlung in Keszthely/Ungarn
- Band 3 (1998): Das Tárogató, Geschichte, akustische Merkmale, Repertoire und Instrumentenbauer
- Band 4 (2000): Ungarische Musikgeschichte
- Band 5 (2009): Kulturelle Identität durch Musik? Das Burgenland und seine Nachbarn

Arbeitsberichte – Mitteilungen der Pannonischen Forschungsstelle Oberschützen: Jährlich seit 1990, auch digital als PDF verfügbar.

### Beiträge, Berichte und Rezension (Auswahl)
- "Anzeige für militärische Orchester und für alle Freunde der Harmonie-Musik". Eine Evaluierung der Bedeutung und Folgen der Französischen Revolution auf die Weiterentwicklung der Harmoniemusik, in: Militärmusik im Diskurs, Band 16, hrsg. von Manfred Heidler, Militärmusikdienst der Bundeswehr, Bonn 2023, S. 34–54.
- Jindřich Praveček (1909-2000) und sein Repertoire für Blasorchester, in: The Wind Music Research Quarterly, Jahrgang März 2023, S. 15–21. (online verfügbar)
- Rediscovering a musician from Bohemia: Adalbert (or Vojtěch) Nudera (1748-1811), in: The Wind Music Research Quarterly, Jahrgang 2022-März, S. 13.
- A series of lectures on “The History of American Wind Music” by Professor Dr. Raoul Camus in Oberschützen (Austria), 1995 with a Foreword of David Gasche, in: Alta Musica, Festschrift in Honour of Raoul F. Camus´ Ninetieth Anniversary, Band 36, hrsg. von Damien Sagrillo, John Graziano, Nigel Marshall, LIT, Zürich 2021, S. 523–665.
- Nikolaj Myaskovsky (1881-1950) and his Repertoire for Wind Band (Englisch und Deutsch), in: The Wind Music Research Quarterly, Jahrgang 2021-September, S. 99–107.
- Forschungsprojekt „Sinfonische Blasmusik (SBM)-Sinfonisches Blasorchester (SBO) im deutschsprachigen Raum“, in: Brawoo, 7-8/2021, S. 64–66.
- Das International Center for Wind Music Research (Institut Oberschützen, Österreich): Verbindung zwischen Wissenschaft, Pädagogik und künstlerischer Praxis, in: Alta Musica, Band 35, Kongressbericht, Wadgassen / Deutschland 2018, hrsg. von Damien Sagrillo, Margraf Publishers, Weikersheim 2020, S. 87–111.
- Kurzbeitrag über die Entstehung der Harmoniemusik, in: Mitteilungsblatt der IGEB, Heft 3, Jahrgang 2019, S. 91–94.
- Das symphonische Blasorchester: Neues Phänomen der Blasmusik? in: Mitteilungsblatt der IGEB, Heft 4, Jahrgang 2018, S. 77–79.
- Quelle kultureller Vielfalt, in: Clarino, Juli/August 2018, S. 26–28.
- Die Harmoniemusik-Tage der Institute 12 und 15, Kunst Universität Graz (Österreich), in: Mitteilungsblatt der IGEB, Jahrgang 2018/1, in Zusammenarbeit mit den Instituten Oberschützen-Pannonische Forschungsstelle und Ethnomusikologie der Universität für Musik und darstellende Kunst Graz (Juni 2018).

### Internetbeiträge (Auswahl)
- Pannonische Forschungsstelle, in: La Gazette musicale, www.musicologie.org (17. Dezember 2018).
- Centre international de recherche sur la musique à vent (Université de musique de Graz / Kunstuniversität Graz, Institut 12, David Gasche), in: Lettre de la SFEDS, Société Française d’Études du Dix-Huitième Siècle (12. Dezember 2018).
- Das symphonische Blasorchester: Neues Phänomen der Blasmusik? in: Blasmusikblog.com, ein Blasmusikblog von Alexandra Link (10. Dezember 2018).

### Tagungen und Projekte (Auswahl)
Forschungsschwerpunkte (2023-2024): Harmoniemusik, sinfonische Blasmusik (SBM) und sinfonisches Blasorchester (SBO) im deutschsprachigen Raum und Geschlechterverhältnis in der Blasmusik: von Klischees zu Diversität.
- Internationale Konferenz Geschlechterverhältnis in der Blasmusik: von Klischees zu Diversität, 4.-5. Mai 2023 am Institut 12 Oberschützen.
- KUG Harmoniemusiktage 2022 mit dem Hauptthema „Harmoniemusik in kleiner Besetzung“, 23.-24. November 2022 am Institut Oberschützen.
- The first Classes for Wind Instruments at the Conservatory of the Gesellschaft der Musikfreunde (1821), Internationale Gesellschaft zur Erforschung und Förderung der Blasmusik 2021, July 15-16 (Virtual Conference).
- The Princess Anna Amalia of Prussia (1723-1787) as Composer for Military Wind Band, International Conference Divino Sospiro – Centro de Estudos Musicais Setecentistas de Portugal, “Women and Music in the Early Modern Age”, 2-4 July 2021, Queluz, Portugal.
- Internationaler Blasmusik Kongress: Information-Fortbildung-Austausch, 16.–19. Januar 2020, Neu-Ulm.
- Our music, our world: wind bands and local social life, Internationale Konferenz, 10.–12. Oktober 2019, Aveiro, Portugal.
- Militärmusik als kultureller Botschafter, 3.–4. September 2019, Zentrum Militärmusik der Bundeswehr, Bonn.
- Harmoniemusiktage „Notturno – Nachtmusik“, 5.–6. Juni 2019, Kunstuniversität Graz, Oberschützen.
- Podiumsdiskussion: Ausbildung im Österreichischen Blasmusikverband – Status quo und Zukunfsperspektiven, 28. Mai 2019, Blasmusikmuseum Oberwölz, Österreich.
- MUK – Harmoniemusiktage 2019, 2.–4. Mai 2019, MUK.podium, Wien.
- Música en Tránsito, Musiksendung, Freitag, 22. Februar von 18.00 bis 19.00 Uhr mit dem Musikkritiker Jorge Sierra, National Rundfunksender TGW (107.3 FM).
- Masterclass und Vortrag, Universidad Da Vinci / Facultad de Música, 21. Februar 2019, Guatemala City.
- Neue Technologien und Innovationen in der Blasmusikforschung und –ausbildung, 18. bis 24. Juli 2018, Kongress der IGEB, Wadgassen / Saarland, Deutschland.
- Harmoniemusik-Tage der Institute 12 und 15, 13.–14. April 2018, Kunstuniversität Graz.
- Educación por el Arte: Humanizar, conciliar y crecer, 23.–26. August 2017, XXII Congreso Latinoamericano de Educación por el Arte, Consejo Latinoamericano de Educación por el Arte (CLEA), Guatemala City, Guatemala.

### Sonstige Aktivitäten der PFS

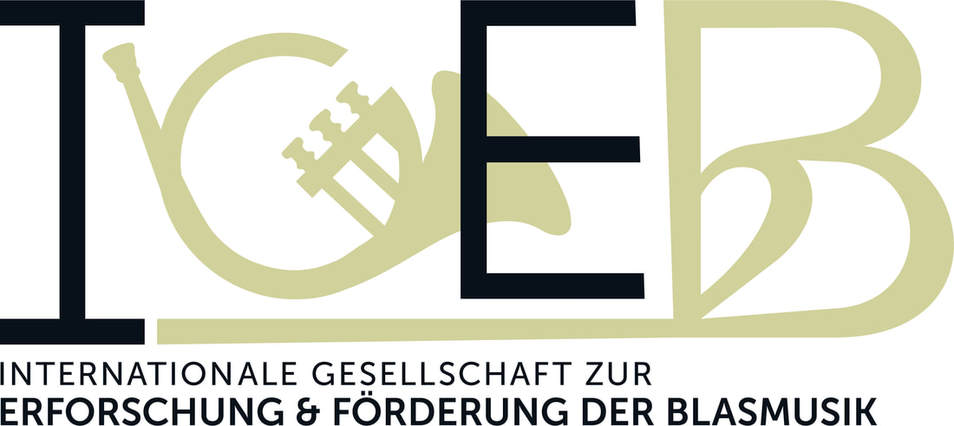
Logo der IGEB

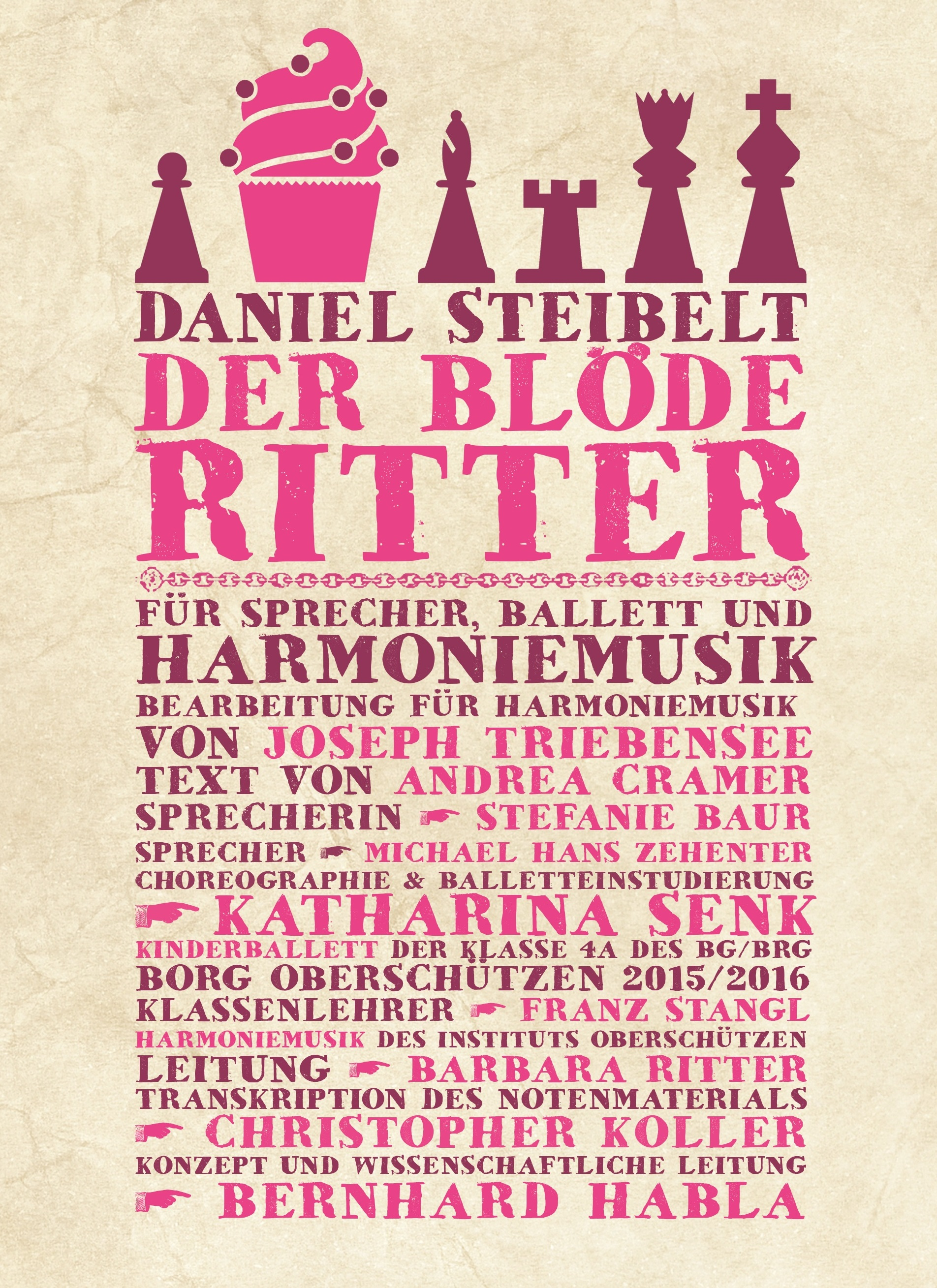
„Der blöde Ritter“, Bearbeitung für Harmoniemusik von Triebensee, 2015

IGEB: Seit der Wahl von Bernhard Habla zum Präsidenten der Internationalen Gesellschaft zur Erforschung und Förderung der Blasmusik im Jahr 2000 konzentrierte sich bis 2016 ein großer Teil der organisatorischen Arbeit der IGEB an der PFS. Dies ermöglicht die Herausgabe der Buchreihe „Alta Musica“ und weitreichende internationale Kontakte im Bereich der Erforschung des Blasmusikwesens. Heute wird diese Kooperation weiter durchgeführt.
Blasmusikmuseum Oberwölz (Steiermark): Es besteht seit 1997 eine enge Zusammenarbeit mit dem Museum, die sich vor allem dem systematischen Ausbau der Sammlung von Blas- und Schlaginstrumenten, Trachten, Uniformen und weiteren Exponaten widmet und Sonderausstellungen initiiert, organisiert und mitgestaltet.
Harmoniemusik: Die PFS organisierte aber auch Aufführungen von Opern mit historischem Notenmaterial für Harmoniemusik. Bei diesen Projekten wirken musikwissenschaftliche Arbeit direkt mit der praktischen Aufführung und seinen musikalischen und szenischen Fragestellungen zusammen.
Ein Dorf voll Musik: Aus Anlass des 30-jährigen Bestehens des Instituts Oberschützen wurde 1995 eine Idee geboren, die sich zu einer Veranstaltungsreihe entwickelte, die weit über die regionalen Grenzen hinaus Bekanntheit und Beliebtheit erlangte. Um die Verbundenheit der Ortsbevölkerung mit dem Institut Oberschützen zu fördern, sollten an diesem besonderen Tag nicht die kulturinteressierten Zuhörer zu den Musizierenden in den Konzertsaal, sondern die Musiker in das Dorf und in die Häuser der Bevölkerung kommen. Diese Begegnung war so erfolgreich, dass daraus ein jährlich stattfindender Höhepunkt des südburgenländischen Kulturjahres hervorging, der mittlerweile aus Oberschützen nicht mehr wegzudenken ist und Gäste aus nah und fern anzieht. Das Programm gestaltet sich als ausgewogene Mischung von Darbietungen klassischer und neuer Musik auf höchstem künstlerischem Niveau. Bereits im ersten Jahr wurde diese Veranstaltung von Land Burgenland ausgezeichnet und erhielt einen 2. Preis für besondere Leistungen auf dem Gebiet „Innovativer Charakter des Dorfes“.

## Pannonisches Blasorchester

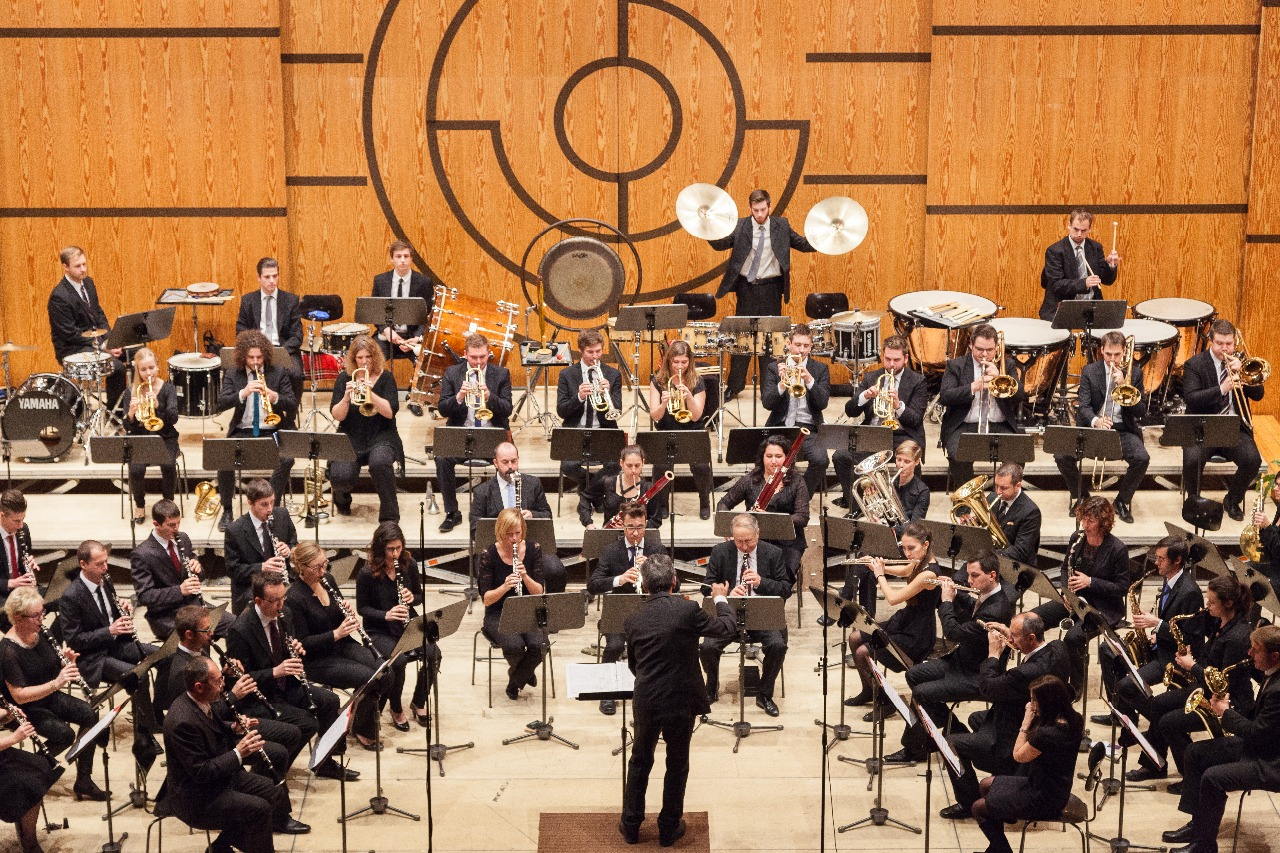
Pannonisches Blasorchester, 2015

Auf Anregung und durch die Mithilfe der Pannonischen Forschungsstelle konnte im 1990 mit Absolventen und Studierenden der damaligen Expositur der Musikhochschule Graz das Pannonische Blasorchester gegründet werden. Diesem symphonischen Blasorchester gehören ca. 50 Musiker an und wird von Peter Forcher als ständiger Dirigent geleitet. Ziel ist die Aufführung von Werken und Komponisten aus dem Pannonischen Raum sowie internationaler konzertanter Blasmusik. In 30 Jahren haben über 500 Musiker bei den Konzerten, zeitgenössischen Musikprojekten oder den 15 CD-Aufnahmen mitgewirkt und die Arbeit des PBO erst ermöglicht.
Die Tätigkeit des Orchesters umfasst Konzerte mit zahlreichen Uraufführungen und avantgardistischen Projekten an Orten in Österreich, in Deutschland, Frankreich, Ungarn und Italien. Zu erwähnen sind die Uraufführung von John Cage Fifty-Eight, beim Steirischen Herbst in Graz (1992), Workshop mit den Komponisten Vinko Globokar (1995) und Thomas Doss (2014, 2015, 2016), das Eröffnungskonzert von KiBu (Komponisten und Interpreten im Burgenland) in Oberschützen (1994), Festival KlangBogen in Wien (1996), Jeunesse Festival mit Perpetual Silence „Variationen über kein Thema von John Cage“ (1999) oder die Symphonie der Hoffnung von Thomas Doss (2012). Anzumerken ist auch das Zusammenspiel mit Musikern und Sängern aus Osman bei Sahra Omania von Stuart Stirling, das bei der WASBE-Konferenz 1997 in Schladming aufgeführt werden konnte. Das Orchester ist Gast bei den Innsbrucker Promenadenkonzerten, die jährlich im Juli stattfinden.
Standen zunächst bei Konzerten traditionelle originale Werke für Blasorchester wie Titanic von Stefan Jaeggi oder Tirol 1809 von Sepp Tanzer und neue Werke anerkannter Komponisten wie Loch Ness von Johann de Meij, First Suite und Second Suite von Alfred Reed, Poème Montagnard und Spartacus von Jan van der Roost oder Gloriosa von Yasuhide Itō auf dem Programm, widmete sich das Orchester ab zirka 2003 unter dem Titel „PBO Symphonic Project. Neue Klangsichten in bekannte Werke“ vermehrt der Aufführung von Symphonien. Auf den Programmen standen die 1. Sinfonie von Mahler in der Bearbeitung von Désiré Dondeyne, Dvořák 9. Sinfonie im Arrangement von Albert Meijns sowie originale Sinfonien für Blasorchester wie Lord of the Rings von Johann de Meij.
Werke einheimischer Komponisten erscheinen regelmäßig auf den Programmen. Als Beispiel soll Jenö Takács genannt werden (Pannonische Rhapsodie, Serenade nach Altgrazer Kontratänze) sowie Franz Cilbulka (Eiszeit), Karl Messner (Rot-Gold Burgenländischer Festmarsch) und Hans Hausl (PBO Fanfare).
2007–2011 wurde das PBO Symphonic Project in Zusammenarbeit mit der Pannonischen Forschungsstelle zum CD-Projekt Europa Sinfonie weiter entwickelt. Ziel war es, die Geschichte der Symphonie auf einer Serie von sechs CDs vorzustellen.